# Paris-Tours espoirs
Paris-Tours espoirs est une course cycliste française créée en 1943 qui se déroule au mois d'octobre. Elle met aux prises uniquement des coureurs espoirs (moins de 23 ans). Elle fait partie de l'UCI Europe Tour et elle est organisée le même jour que Paris-Tours.

## Palmarès
| Année                               | Vainqueur               | Deuxième                | Troisième               |
| ----------------------------------- | ----------------------- | ----------------------- | ----------------------- |
| Grand Prix du CV 19e                |                         |                         |                         |
| 1943                                | Laffitte                | Maurice Quentin         | Émile Carrara           |
| 1944                                | Émile Carrara           | Paul Drux               | Paul Husson             |
| 1945                                | Raymond Haegel          | Jean Deubelbeiss        | Roger Chupin            |
| 1946                                | Antonin Rolland         | Roger Queugnet          | François Hélary         |
| 1947                                | Pierre Coudert          | Galliano Pividori       | Mario De Ambrogi        |
| 1948                                | Alain Moineau           | Jean Abello             | Roger Huraux            |
| 1949                                | Max Charroin            | Marius Vial             | Lucien Fixot            |
| Grand Prix de l'Équipe et du CV 19e |                         |                         |                         |
| 1950                                | Guy Carle               | Francis Siguenza        | Hugues Bertrand         |
| 1951                                | Louis Cavanna           | Yves Delamarre          | Claude Rouer            |
| 1952                                | Pierre Michel           | Albert Platel           | Alain Léocat            |
| 1953                                | Maurice Pelé            | Maurice Nauleau         | Jean Bellay             |
| 1954                                | René Fournier           | René Abadie             | Wisinski                |
| 1955                                | Joseph Groussard        | Félix Le Buhotel        | Seamus Elliott          |
| 1956                                | René Abadie             | Camille Le Menn         | Maurice Lainé           |
| 1957                                | Augustin Corteggiani    | Henri Duez              | Jean Rouel              |
| 1958                                | Henri Duez              | Michel Lépine           | Jacques Champion        |
| 1959                                | André Foucher           | Jean Selic              | Henri Duez              |
| 1960                                | Bernard Beaufrère       | Manuel Manzano          | Jacques Rebiffe         |
| 1961                                | Antoine Pizcseck        | Ron Coe (en)            | François Le Her         |
| 1962                                | Ian Moore (en)          | Jack André              | Jean Arzé               |
| 1963                                | Jean Arzé               | Paul Lemeteyer          | Aimable Denhez          |
| 1964                                | Gérard Swertvaeger      | Paul Lemeteyer          | Jacques Cadiou          |
| 1965                                | Philippe Lacheray       | Bernard Daguerre        | Peter Hill (en)         |
| 1966                                | Roland Berland          | Daniel Heck             | Robert Bouloux          |
| 1967                                | Alain Vasseur           | Cyrille Guimard         | Peter Head              |
| 1968                                | Jean-Claude Plouhinec   | Joël Hauvieux           | Jean-Claude Alary       |
| 1969                                | Billy Bilsland (en)     | Gérard Besnard          | Francis Quillon         |
| 1970                                | Claude Lechatellier     | Bernard                 | Jacques Botherel        |
| 1971                                | Roland Eloi             | Bernard Croyet          | Guy Sibille             |
| 1972                                | Guy Sibille             | Michel Roques           | Pierre Tosi             |
| 1973                                | Bernard Bourreau        | Patrick Béon            | Jarosław Bek            |
| 1974                                | Pierre Sonnet           | Lucien Tarsiguel        | Gérard Colinelli        |
| 1975                                | Patrick Friou           | Jean-François Pescheux  | Jacques Bossis          |
| 1976                                | Michel Brethenoux       | Serge Perin             | Claude Vincendeau       |
| 1977                                | Serge Beucherie         | Jean-René Bernaudeau    | Patrick Friou           |
| 1978                                | Daniel Ceulemans        | Bernard Pineau          | Jean-François Rodriguez |
| 1979                                | Gérard Aviègne          | Christian Fauré         | Roland Hamon            |
| 1980                                | Patrick Gagnier         | Christian Corre         | Francis Quessette       |
| 1981                                | Ryszard Szurkowski      | Alain Gallopin          | Pascal Trimaille        |
| 1982                                | Piers Hewitt            | Jan Brzeźny             | Philippe Saudé          |
| 1983                                | Thierry Barrault        | Yvan Frebert            | Gérard Aviègne          |
| 1984                                | Michel Vermote          | Bernard Jousselin       | Christian Chaubet       |
| 1985                                | Jack Olsen              | Jonas Tegström (de)     | Éric Rekkas             |
| 1986                                | Johnny Weltz            | Gilles Bernard          | Claude Carlin           |
| 1987                                | Dominique Celle         | Jean-François Laffillé  | Claude Carlin           |
| 1988                                | Yvon Ledanois           | Greg Oravetz            | Stéphane Casali         |
| 1989                                | René Foucachon          | Jean-Pierre Godard      | Thierry Gouvenou        |
| 1990                                | Allen Andersson         | Denis Schinella         | Christian Andersen      |
| 1991                                | Lars Michaelsen         | Kim Marcussen (de)      | David Orcel             |
| 1992                                | Arvis Piziks            | Jaan Kirsipuu           | Miika Hietanen          |
| 1993                                | Cyril Saugrain          | Éric Bourout            | Hervé Boussard          |
| 1994                                | Nicolas Jalabert        | Franck Ramel            | Hervé Arsac             |
| 1995                                | Pascal Giguet           | Pierre-Yves Archambault | Stéphane Conan          |
| Paris-Tours espoirs                 |                         |                         |                         |
| 1996                                | Franck Perque           | Samuel Plouhinec        | Guillaume Auger         |
| 1997                                | Miguel van Kessel       | Kurt Asle Arvesen       | Ludovic Capelle         |
| 1998                                | Thor Hushovd            | Andy Flickinger         | Nuno Marta (de)         |
| 1999                                | Gorik Gardeyn           | Sandy Casar             | Sébastien Talabardon    |
| 2000                                | Tom Boonen              | Stefan Adamsson         | Ronald Mutsaars         |
| 2001                                | Samuel Dumoulin         | Mikhail Timochine       | Anthony Geslin          |
| 2002                                | Maryan Hary             | Gregor Willwohl (de)    | Geoffroy Lequatre       |
| 2003                                | Mathieu Claude          | Marc Staelen            | Johnny Hoogerland       |
| 2004                                | Vincent Jérôme          | Giovanni Bernaudeau     | Sébastien Minard        |
| 2005                                | Fabien Patanchon        | Maxime Vantomme         | Tomasz Smoleń           |
| 2006                                | Huub Duyn               | Greg Van Avermaet       | Stijn Neirynck          |
| 2007                                | Jürgen Roelandts        | Florian Vachon          | Jan Bakelants           |
| 2008                                | Tony Gallopin           | Romain Zingle           | Julien Fouchard         |
| 2009                                | Mathieu Halleguen       | Kris Boeckmans          | Nicolas David           |
| 2010                                | Jelle Wallays           | Romain Guillemois       | Thomas Welter           |
| 2011                                | Fabien Schmidt          | Gijs Van Hoecke         | Angélo Tulik            |
| 2012                                | Taruia Krainer          | Warren Barguil          | Maxime Renault          |
| 2013                                | Flavien Dassonville     | Daan Olivier            | Olivier Le Gac          |
| 2014                                | Mike Teunissen          | Martijn Tusveld         | Sam Oomen               |
| 2015                                | Sam Oomen               | Martijn Tusveld         | Maxime Farazijn         |
| 2016                                | Arvid de Kleijn         | Jules Roueil            | Nicolas Primas          |
| 2017                                | Jasper Philipsen        | Milan Menten            | Gerben Thijssen         |
| 2018                                | Marten Kooistra         | Erik Nordsæter Resell   | Nils Eekhoff            |
| 2019                                | Alexys Brunel           | Joël Suter              | Jonas Iversby Hvideberg |
| 2020                                | Rune Herregodts         | Jordi Meeus             | Florian Dauphin         |
| 2021                                | Jonas Iversby Hvideberg | Casper van Uden         | Marijn van den Berg     |
| 2022                                | Per Strand Hagenes      | Mathis Le Berre         | Tomáš Kopecký           |
| 2023                                | Sakarias Koller Løland  | Pierre-Pascal Keup      | Pierre Thierry          |
| 2024                                | Antoine L'Hote          | Pelle Køster            | Halvor Dolven           |